# زلين زد - 50
زلين زد - 50  (بالإنجليزية: Zlin Z-50)‏ هي طائرة سباق، واستعراض جوي، أحادية السطح، بمقعد واحد. أنتجت في تشيكوسلوفاكيا. من صناعة زلين للطائرات. كان أول طيران لها في 18 يوليو 1975. ومازالت في الخدمة حتى الآن.